# ショールーム

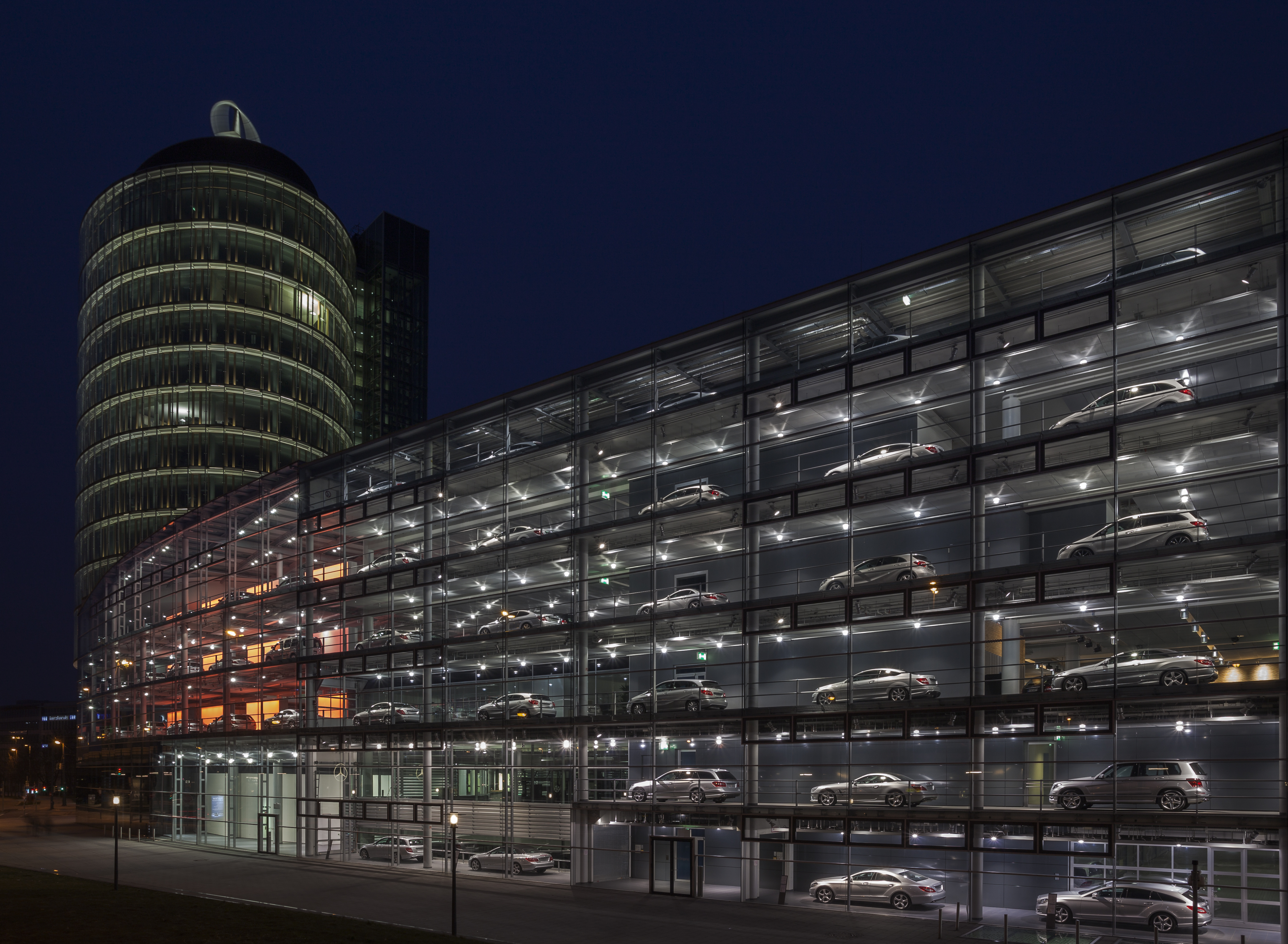
自動車のショールームの例。
ミュンヘンにあるメルセデス・ベンツのショールーム。
さながらミニカーのケースのようにみえる

ショールーム（英: Showroom）は、商品を展示する部屋。。展示室、陳列室。広義ではその施設全体のこと。
自動車ショールームや家具ショールームは、日本（東京都）において、都市施設の分類では「展示場」に該当するが、その場での物品販売が主である場合には「物品販売業を営む店舗等」に該当することになるという。
ショールームと称する施設では、展示してある実物を販売することは無い。